# 미카엘 비데니우스

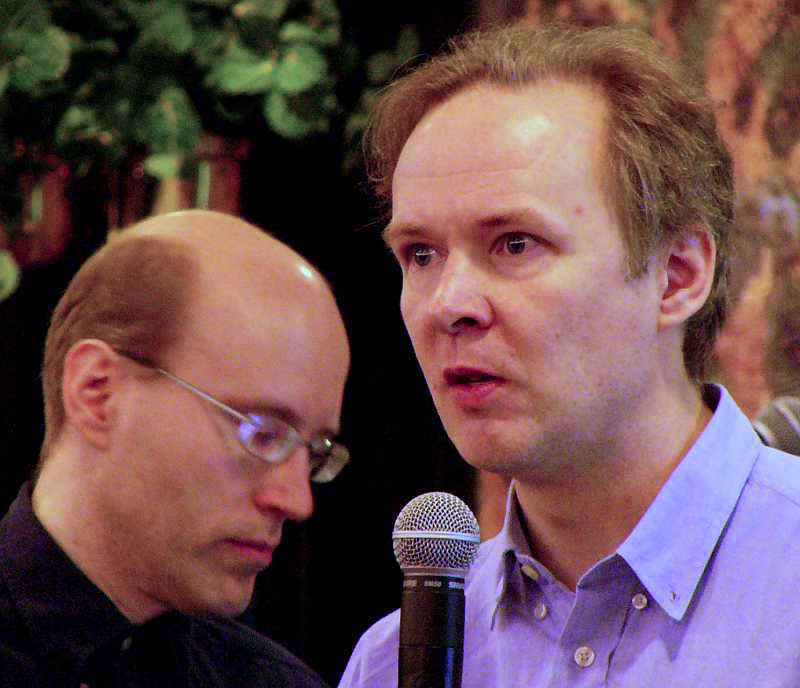
비데니우스(2003년)

울프 미카엘 "몬티" 비데니우스(스웨덴어: Ulf Michael "Monty" Widenius, 1962년 3월 3일 ~ )는 핀란드의 프로그래머로서, MySQL 데이터베이스 및 MariaDB의 창시자이다. 
헬싱키 출신이다. MySQL AB라는 회사를 창립하여 데이터베이스의 오픈 소스 운동을 주도하였으며, 2008년 1월에 10억 달러(약 1조 원)를 받고 썬 마이크로시스템즈에 회사를 매각하였다. 이 매각으로 인해 그는 핀란드 10대 부자 중 한 명이 되었다. 이후 썬 마이크로시스템즈가 오라클에 다시 매각되자, 그는 크게 우려하면서 MySQL과 호환되는 MariaDB를 개발하고 Monty Program AB라는 회사를 설립하여 GPL 라이선스로 배포하고 있다.
MySQL의 My는 자신의 첫째 딸 이름에서 따온 것이고, MariaDB에서 Maria는 자신의 둘째 딸 이름에서 따온 것이다.

## 같이 보기
- MySQL
- MariaDB